# Église abbatiale Sainte-Marie-de-l'Étoile
Pour les articles homonymes, voir Église Sainte-Marie.
L'église abbatiale Sainte-Marie-de-l'Étoile (en bosnien, en croate et en serbe latin : Crkva samostana Marija Zvijezda), également connue sous le nom d'église de la Visitation-de-la-Sainte-Vierge-Marie et Mariastern, est située à Banja Luka, la capitale de République serbe de Bosnie, en Bosnie-Herzégovine. Construite en 1925 et 1926, elle est inscrite sur la liste des monuments nationaux du pays.

## Localisation
L'église abbatiale Sainte-Marie-de-l'Étoile est située dans le faubourg de Delibašino Selo.

## Histoire

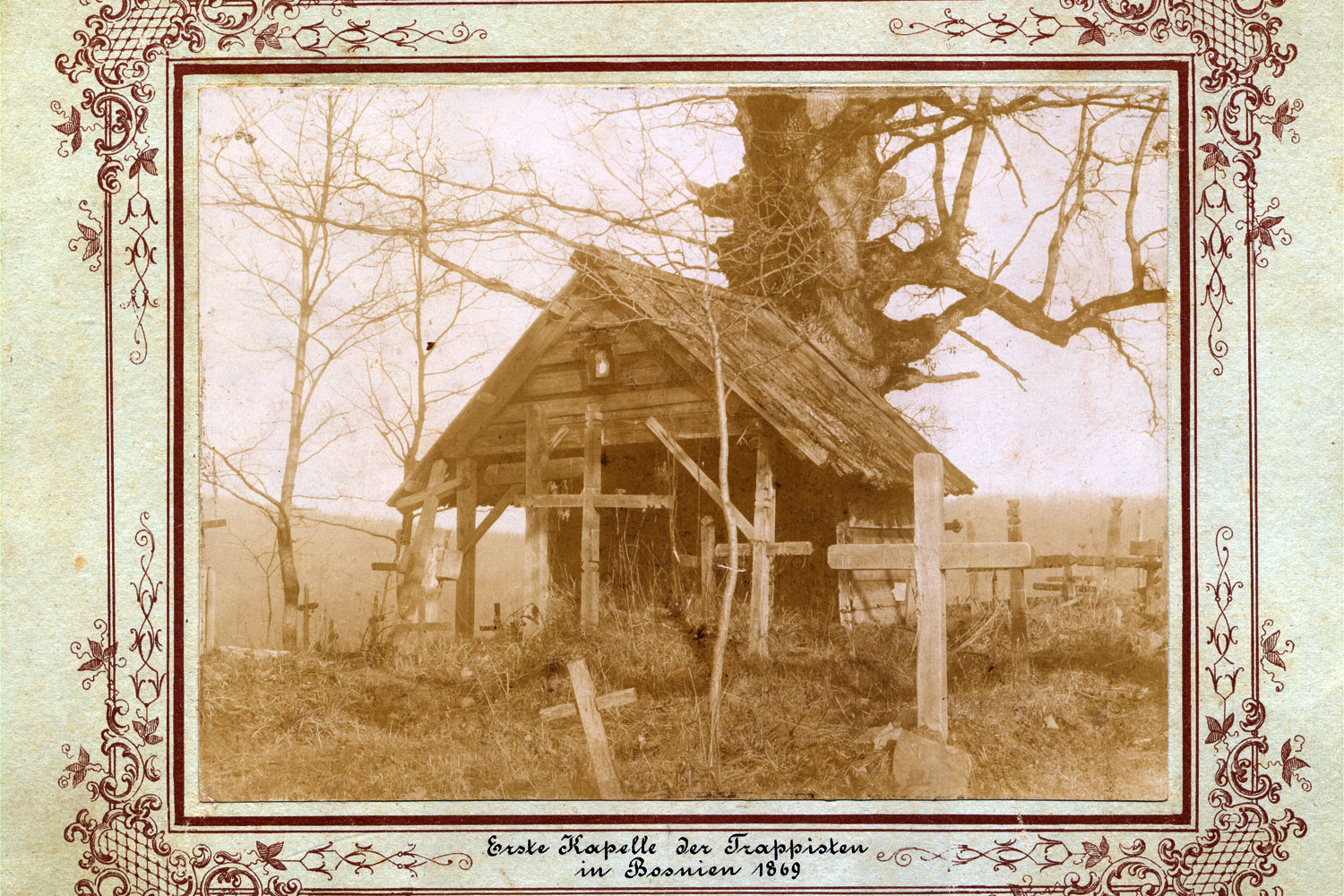
Première chapelle trappiste, 1869

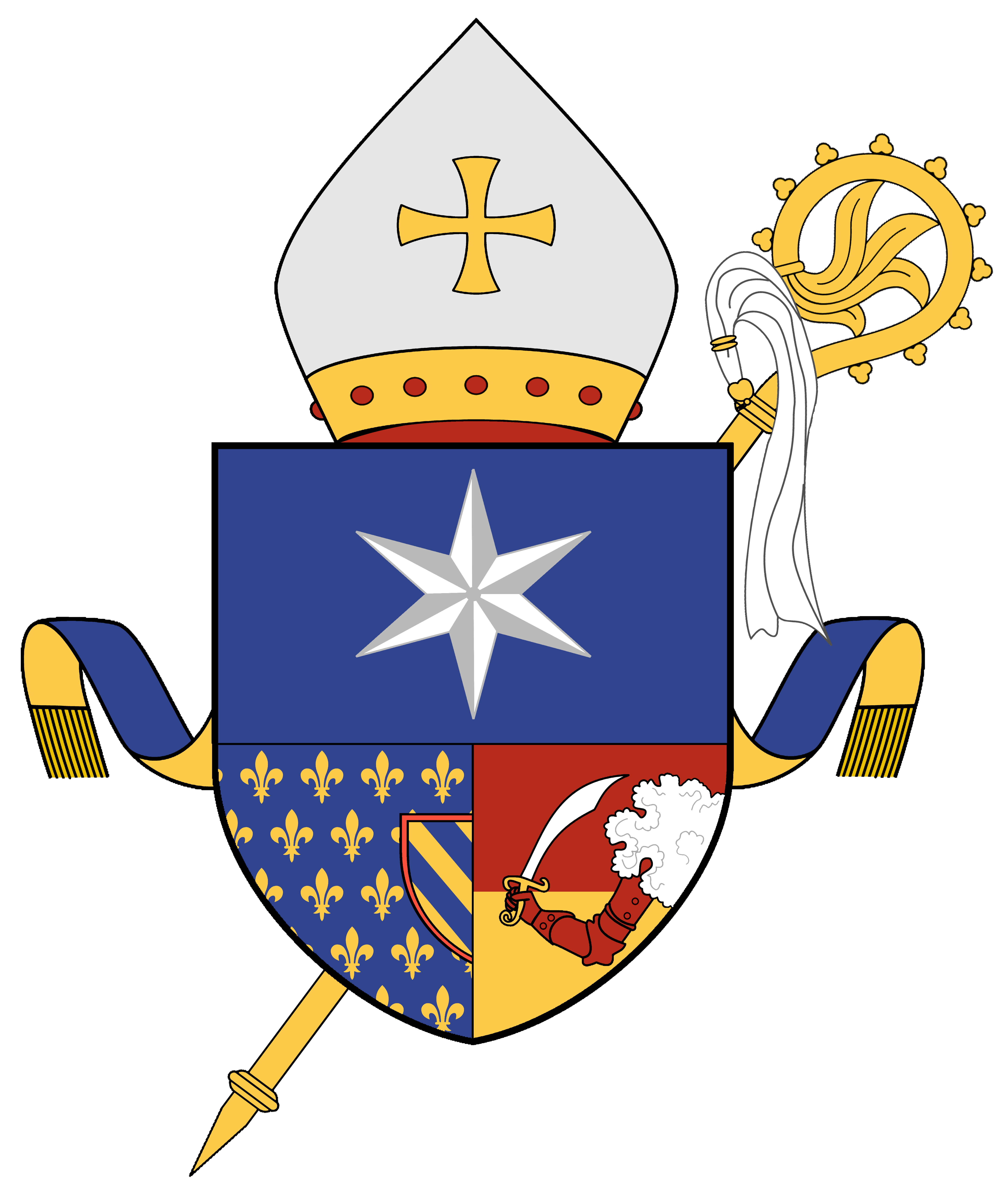

L'église abbatiale Sainte-Marie-de-l'Étoile fait partie du monastère cistercien (trappiste) de Delibašino Selo, fondé par le moine Franz Pfanner en 1869. Un premier ensemble fut édifié, comportant une chapelle, une salle capitulaire, un petit réfectoire, une cuisine, une chambre pour le prieur, une chambre de dimension plus modeste avec un escalier conduisant au grenier qui servait de dortoir et de vestiarium. L'édifice ne comprenait qu'un rez-de-chaussée et était construit en briques avec un sol en terre battue. Pfanner donna à ce monastère provisoire le nom de nom de Mariastern, Notre-Dame de l'Étoile, en marque de reconnaissance pour le monastère cistercien de Mariastern en Lusace (Saxe), qui lui avait donné de l'argent pour acheter le terrain de sa fondation monastique. Dès 1870, Pfanner décida de la construction d'un monastère plus important et, après avoir obtenu les autorisations nécessaires du Pape et de la Sublime Porte, il engagea une importante campagne de travaux.
Dans la lignée de cette campagne, une église fut édifiée en 1872 et 1873 mais, comme elle était devenue trop étroite pour la communauté, l'édifice fut agrandi en 1885 et 1886 et un premier service religieux y fut célébré le 29 juin 1886. La construction d'une nouvelle église fut décidée au début du XXe siècle et la première pierre de l'actuelle Église abbatiale Sainte-Marie-de-l'Étoile fut posée le 20 août 1925. Par la suite, l'église fut agrandie en 1928.

## Architecture et œuvres d'art

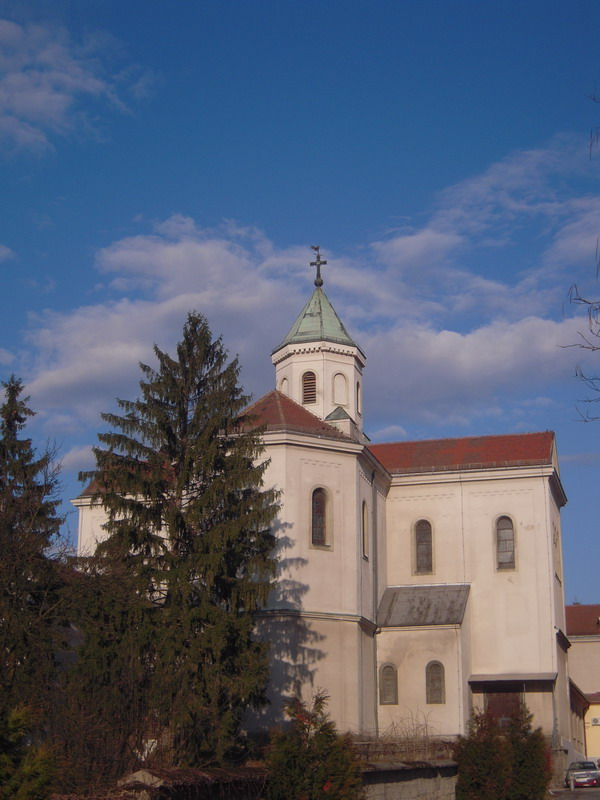
Détail de l'église

Le plan de l'église Sainte-Marie-de-l'Étoile est de type basilical à trois nefs. La nef centrale mesure 8,76 m de large avec une hauteur de 13,45 m, tandis que les deux bas-côtés mesurent 4,38 m de large pour 4,82 m de haut. La longueur totale de l'édifice est d'environ 57,10 m. L'église possède deux transepts et chaque nef est prolongée d'une abside, pentagonale pour la nef centrale et rectangulaire pour les bas-côtés.
Les colonnes sont ornées de chapiteaux sculptés représentant des scènes de la Bible, des animaux, des symboles chrétiens ou des portraits de personnages divers liés à l'ordre cistercien ou à la vie du monastère. L'église abrite également une riche collection d'objets ou de vêtements religieux et un important mobilier liturgique. On y trouve aussi de nombreuses peintures, comme un portrait de Franz Pfaner, le fondateur du monastère, par Hubert Sérapion (entre 1893 et 1897) ou un portrait de Tito (1944), ainsi que de nombreuses œuvres religieuses. Des sculptures ornent également l'église et, notamment, des œuvres de Bruno Diamant (1867-1942), un artiste allemand qui a également réalisé les stalles du chœur ou le lutrin ; ces sculptures ont été réalisées à la fin des années 1920. L'église possède aussi une bibliothèque de livres anciens.